# Траулер

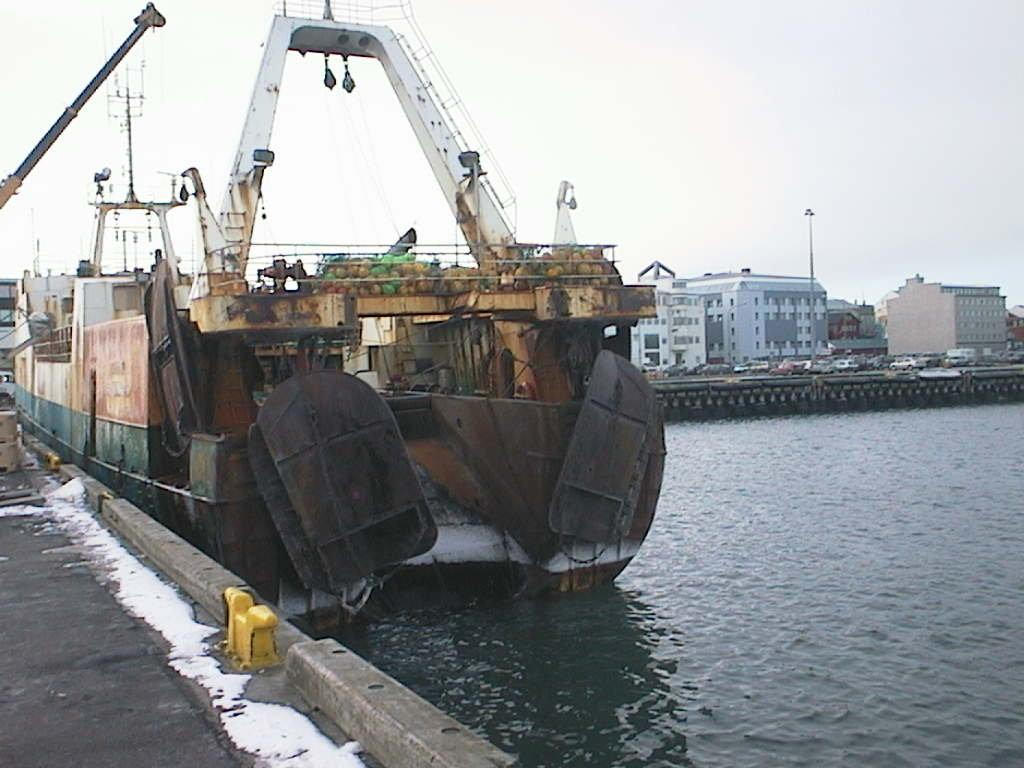
Ісландський кормовий траулер.

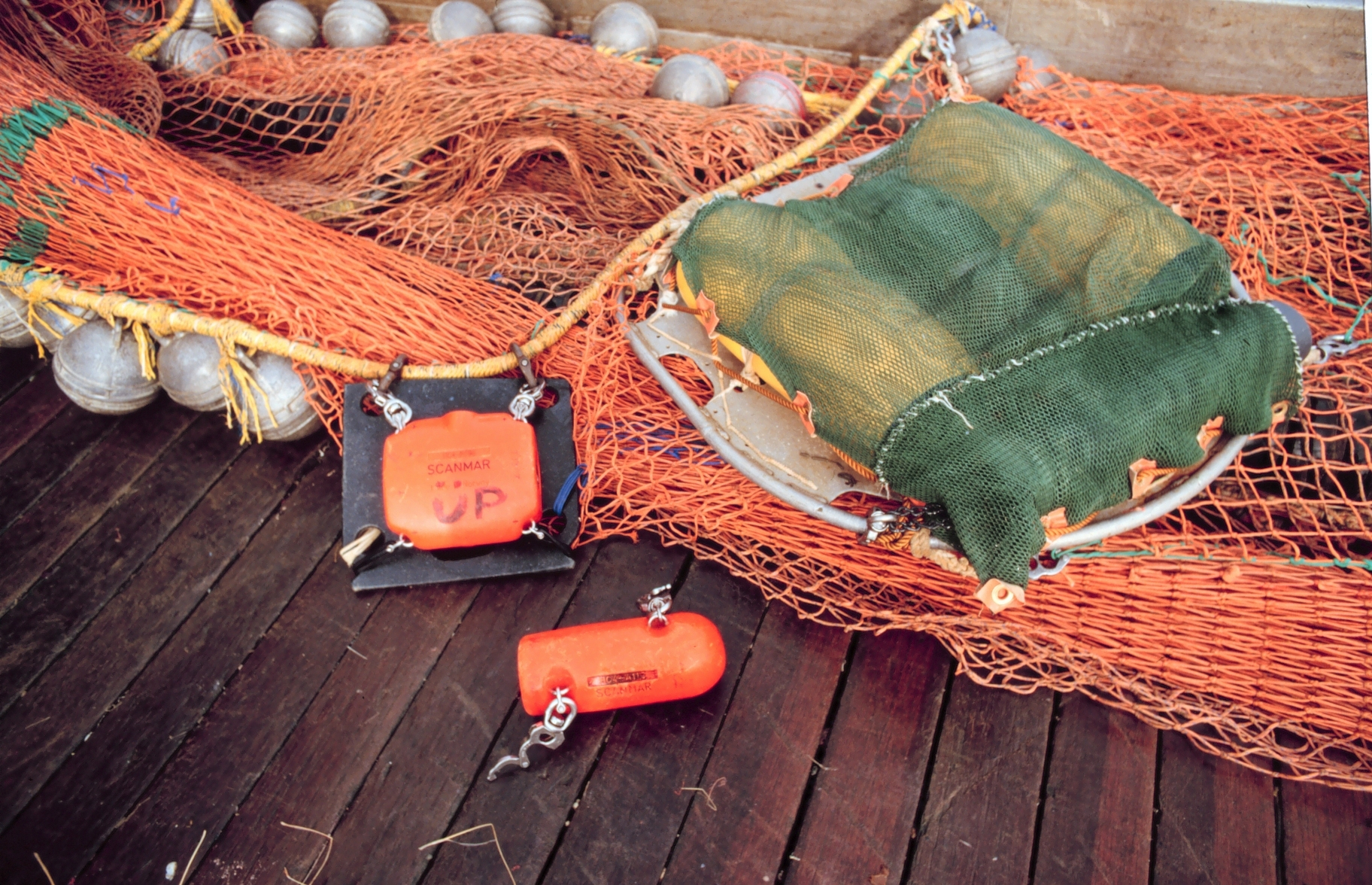
Система датчиків, яка вимірює глибину та відкриває трал.

Тра́улер (англ. trawler, від trawl — «трал») або тра́льщик, тра́лер — промислове риболовецьке судно, що призначене для лову риби та інших об'єктів тралом. На траулері риба проходить первинну обробку.

## Історія
До середини XX століття в основному використовували однопалубні траулери, на яких трал опускали та піднімали з борту (бортові траулери). З 1960-х років поширилися двопалубні траулери, в яких пристрої для спуску, підйому та буксирування тралу встановлювалися на кормі (кормові траулери).

## Будова
Траулери обладнуються траловими лебідками, на барабанах яких вкладається до 4 000 метрів канату-ваєру, що дозволяє ловити рибу на глибині до 2 км, потужність лебідок до 450 кВт. Трал піднімається на борт через кормовий сліп. На траулерах є морозильні камери в трюмах для зберігання продукції, техніка для обробки риби, інколи — ще й для її консервування, а також для вироблення рибного борошна та жиру з відходів. Також на судно встановлюється рибопошукова апаратура та прилади для контролю над тралом.